# Martha Christensen
Martha Christensen, född 2 juni 1926 i Holsted, död 3 januari 1995 i Svanninge, var en dansk författare.
Christensen växte upp i Holsted på Jylland. Hon var utbildad till och arbetade som fritidspedagog. Den svensk/danska filmen Alldeles i närheten, 2000 baserades på hennes roman Her i nærheden, 1993.